# Финн Арнессон
Финн Арнессон (Финнр Арнасон) ( норв. Finn Arnesson; умер около 1065 года) — норвежский лендрман, соратник и советник короля Олава Харальдссона (позднее названного Олавом Святым), так и короля Норвегии Харальда III, а позже служил королю Дании Свену II Эстридсену.

## Биография
Финн был одним из восьми детей, семи братьев и сестры, лендрмана Арни Арнмодссона или Армдссона, и его жены Торы Торстейндоттир. Финн был женат на племяннице короля Харальда Берглют Хальвдансдоттир, дочери Хальфдана Сигурдссона и сестре Сигурда Свиньи.
Главным источником описания жизни Финна Арнессона является «Круг Земной» Снорри Стурлусона. Финн и его братья Кальв Арнессон, Арни Арнессон и Торберг Арнессон упоминаются в сагах. Снорри передал эпизод, в котором Финн от имени короля Олава Святого настаивает, чтобы Торир Хунд (Собака) был наказан за убийство Карли, одного из придворных короля. В правление короля Олава Харальдссона Кальв правил в Трёнделаге.
В 1028 году Финн и его братья Арни и Торберг вместе с Регнвальдом Брусасоном сопровождали Олава Харальдссона в изгнание в Киевскую Русь. Они вернулись вместе с ним, сражаясь в битве при Стикластадире в 1030 году, где был убит Олав Святой. Кальв Арнессон был одним из лидеров оппозиционной армии. После разгрома и гибели Олава Святого Кальв нашел своих братьев Финна и Торберга и вместе с ними вернулась в поместья Эгг. Позднее Кальв разрешил братьям вернуться в свои поместья. Финн и Торберг примирились со Свеном Кнутссоном, правителем Норвегии.
В правление короля Харальда Сурового Финн Арнессон владел поместьем и землями Аустратт близ Эрланда в Трёнделаге . В 1051 году его брат Кальв был убит в бою, служа королю Харальду на острове Фюн. Финн считал, что король Харальд специально послал его брата Кальва на смерть и покинул Норвегию. Он уехал в Данию, чтобы служить королю Свену, который сделал его ярлом и назначил управлять провинцией Халланд, чтобы защищать датские владения от норвежцев.
В 1062 году Финн Арнессон сражался в битве при Нисо у побережья Халланда между королем Дании Свеном и королем Норвегии Харальдом. Харальд Суровый одержал победу, Свен Эстридсен бежал, но Финн Арнессон, отказавшийся бежать, был взят в плен. Король Харальд сохранил ему жизнь и освободил его в Халланде.

## Дети
Дочь Финна Ингеборга Финнсдоттир вышла замуж за Торфинна Сигурдарсона (ок. 1009 — ок. 1064), ярла Оркнейского, и Малькольма III (1031—1093), короля Шотландии. Другая дочь, Сигрид Финнсдоттир, вышла замуж за графа Орма Эйлифсона, внука хладирского ярла Хакона Сигурдарсона через его дочь Рагнхильд.